# Ди Кар (покрајина)
Ди Кар (арапски: Ди Кар ذي قار) је покрајина која се налази у јужном Ираку. Престоница покрајине налази се у граду Насирија. Пре 1976. године покрајина је била позната као Мунтафик . Ди Кар је био средиште древне ирачке цивилизације Сумера, а обухвата рушевине градова као што су Ур, Ериду, Лагаш, Ларса, Гирсу, Ума и Бад-тибира. Јужно подручје покрајине покривено је Месопотамским мочварама.

## Покрајинска управа
- Гувернер: Јахја Мохамед Бакир ел Насери
- Заменик гувернера: Ахмед ел Шеик Таха
- Председавајући Савета гувернера:Ишан ел Теи

## Савремени Ди Кар
У гувернерство спадају градови Ел Рифаи, Калат Сукар, Асх Схатрах, Ел Гараф, Сук ел Шуиоук, Хамишиах и Ел Кибаиш.
Средином 1990-тих гувернер је био Тахир Џалил Хабуш ел Такрити, који је касније постао шеф полиције на државном нивоу, а 1999. године постављен је на место директора Ирачке обавештајне службе.
Округ Насиријах је био сведок неких од најтежих борби и неких од највећих отпора против инвазије америчких снага 2003. године.

## Демографија
Популацију претежно чини 2.000.000, људи где домминирају шитски арапи. Јужним мочварама већ традиционално доминирају многи Мочварни Арапи.
Од 2007. године ова област је веома сиромашна, са стопом незапослености од 31% и стопом сиромаштва од 32%.

## Окрузи
- Ел Кибаиш
- Ел Рифаи
- Шатрах
- Насирија
- Сук Ел Шујк